# Pieter Retief

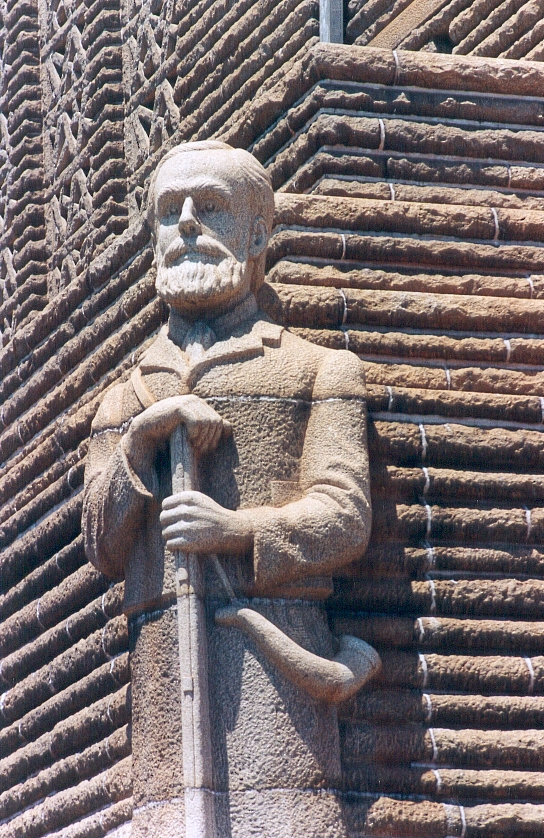
Monument a Retief a Sud-àfrica

Pieter Retief (o també Piet Retief), va néixer pel 1780 a la Colònia del Cap, Sud-àfrica, i va morir el 6 de febrer de 1838 en el que és ara el KwaZulu-Natal. La seva família era bòer de l'origen hugonot francès. Va créixer en un vinyer prop de Stellenbosch. Després d'emigrar a les proximitats de Grahamstown es va fer ric amb el bestiar, però va sofrir repetides pèrdues per incursions xoses en el període de la 6a Guerra de Frontera del Cap.
Les pèrdues com aquestes van obligar a molts grangers fronterers a fer-se voortrekkers. Retief va publicar el seu 'manifest' el 22 de gener de 1837, exposant els seus greuges amb el govern britànic, en el qual assenyalava que no van rebre cap protecció d'ells ni cap reparació, i que van alliberar els seus esclaus amb recompenses als seus amos que tot just ascendien a una quarta part del seu valor. Va ser publicat en el diari de Grahamstown el 2 de febrer i a De Zuid-Afrikaan el 17 de febrer, quan els emigrants bóers van començar a deixar les seves propietats colonials.
El grup familiar de Retief va marxar en dos carros de la seva granja en el districte de Winterberg a principis del febrer de 1837. Juntament amb un grup d'aproximadament 30 carros van creuar el Riu Orange en territori independent. Quan diversos grups de trekkers (emigrants) van convergir en el riu Vet, Retief va ser escollit "Governador dels Laagers Units" i cap "de la Província Lliure de Nova Holanda en Àfrica Oriental del Sud." Aquesta coalició fou molt efímera, i va deixar Retief com a l'únic líder del grup que es va dirigir a l'est. El 5 d'octubre de 1837 Retief va establir un campament prop de la Serralada Drakensberg i va cavalcar l'endemà a explorar la regió entre els Drakensberg i Port Natal, ara coneguda com a KwaZulu-Natal.
Per a ser ben rebut a la regió va començar negociacions amb el cap dels zulus, Dingane el novembre de 1837. Retief va conduir el seu propi grup per les Muntanyes Drakensberg i va convèncer els caps voortrekker Maritz i Andries Hendrik Potgieter d'unir-se a ell el gener de 1838. En una segona visita Dingane va estar d'acord amb l'establiment bòer en Natal, a condició que la delegació bóer li recuperés el bestiar robat per la tribu rival Tlokwa. Els bòers ho van fer, llur reputació i llurs rifles van fer que la tribu lliurés pacíficament el bestiar. A pesar dels advertiments, Retief va deixar la regió del Tugela el 28 de gener de 1838 creient que podia negociar els límits permanents de l'assentament a Natal amb Dingane. L'acta de cessió de la regió Tugela-Umzimvubu, encara que datada el 4 de febrer de 1838, va ser signada per Dingane el 6 de febrer de 1838. Això ho va fer Dingane imitant l'escriptura i els dos costats registren tres testimonis cadascun. Dingane va convidar llavors al grup de Retief a presenciar una interpretació dels seus soldats. A un senyal donada per Dingane, els zulus doblegaren el grup de Retief, de 70 integrants amb els seus criats coloured, prenent-los a tots captius.
Retief, el seu fill, els seus homes i criats, aproximadament cent en total, van ser duts A Kwa Matiwane Hill i assassinats. Els seus cossos van ser deixats en camp obert per a ser devorats pels animals salvatges, com era el costum de Dingane amb els seus enemics. Dingane va donar també ordres d'atacar els laagers Voortrekker, assolint sumir al moviment emigrant en seriosa desorganizació. Les restes del grup de Retief van ser recuperats i enterrats el 21 de desembre de 1838 per membres "del comando de victòria" conduïts per Andries Pretorius després de la decisiva victòria voortrekker en la batalla de Blood River.
El comando també va recuperar intacte l'acta de la cessió del moneder de cuir de Retief, com més tard va verificar un membre "del comando de victòria", I.F. Potgieter. Una còpia exacta sobreviu, però l'acta original va desaparèixer en trànsit als Països Baixos durant la Segona Guerra Bòer. El lloc de la tomba de Retief va ser més o menys oblidat fins que fou indicat en 1896 per J.H. Hattingh, un membre supervivent "del comando de victòria de Pretorius". Un monument que enregistra els noms de la delegació de Retief va ser erigit prop de la tomba el 1922. La Ciutat Piet Retief va ser anomenada així per ell com també ho fou (parcialment) la ciutat de Pietermaritzburg. (La part de "Maritz" és anomenada així per Gerrit Maritz, altre cap voortrekker.)
El predecessor del nom de Retief a Sud-àfrica va ser un refugiat hugonot francès dit François Retif de Mer (Loir-et-Cher), prop de Blois, França, qui va arribar al Cap en 1689. El nom de Retief era un dels noms francesos l'ortografia dels quals va ser lleugerament canviada o regionalizada per la majoria neerlandesa.